# Typ 4 15-cm-Haubitze
Die Typ 4 15-cm-Haubitze (jap. 四年式十五糎榴弾砲, Yo-nenshiki jūgo-senchi ryūdanhō) war eine Haubitze, die vom Kaiserlich Japanischen Heer im Zweiten Japanisch-Chinesischen Krieg, im Japanisch-Sowjetischen Grenzkonflikt und während des Pazifikkrieges von 1915 bis 1945 eingesetzt wurde. Die Bezeichnung Typ 4 deutet dabei auf das Jahr der Truppeneinführung, dem 4. Jahr der Herrschaft von Kaiser Taishō bzw. 1915 nach gregorianischem Kalender, hin.

## Geschichte

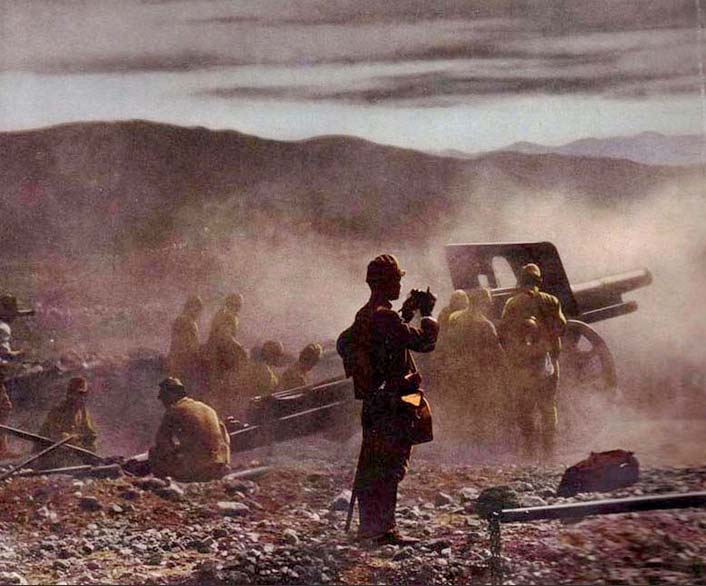
Eine Typ 4 15-cm-Haubitze im Einsatz, China 1937

Die Typ 4 Haubitze wurde 1915 in das Kaiserlich Japanische Heer eingeführt. Ihr Entwurf basierte auf der Typ 38 10-cm-Kanone, die jedoch für den Transport durch Pferdegespanne zu schwer gewesen war. Aus diesem Grund wurde bei der Entwicklung der Typ 4 darauf geachtet, die Haubitze leicht zu zerlegen, um Geschützrohr und Lafette getrennt von jeweils sechs Zugtieren zu ziehen.
Obwohl die Haubitze Ende der 30er Jahre bereits veraltet war, blieb sie aus Mangel an Haubitzen und Geschützen im Allgemeinen bis zum Kriegsende 1945 im Einsatz. Insgesamt wurden 280 Exemplare der Typ 4 15-cm-Haubitze gefertigt.

## Technische Daten
Die Typ 4 verfügt über einen Horizontal-Schraubenverschluss und einen hydropneumatischen Rückstoßmechanismus.
- Kaliber: 149,1 mm
- Kaliberlänge: L/14,7
- Rohrlänge: 2,19 m
- Höhenrichtbereich: −5° bis +65°
- Seitenrichtbereich: 6°
- Geschützgewicht: 2800 kg
- Geschossgewicht: 36 kg
- Mündungsgeschwindigkeit V0 = 398 m/s
- Maximale Reichweite: 8800 m